# Folkspraak
Folkspraak (ook wel Folksprák, Folksprahk, Folksprak, en variaties met een streepje als Folk-Spraak) is een internationale hulptaal gebaseerd op de Germaanse talen, die bedoeld is snel geleerd te kunnen worden door sprekers van Germaanse talen (465 miljoen mensen hebben een Germaanse taal als moedertaal, daarnaast zijn er 300 tot 900 miljoen mensen met Engels als tweede taal). 
Oorspronkelijk was Folkspraak bedoeld als een groepsproject, waarin iedereen inspraak had. In de loop der jaren hebben verschillende auteurs echter eigen versies van de taal ontwikkeld, hetgeen heeft geresulteerd in een groot aantal "dialecten", die weinig onderlinge verwantschap vertonen. Zelfs de gebruikte brontalen zijn verschillend: hoewel de meeste auteurs zich in meer of mindere mate baseren op het Engels, Nederlands, Duits, Deens, Noors en Zweeds, zijn er ook leden die daarnaast talen als het Fries, het Nedersaksisch en het Nynorsk in aanmerking nemen. Tegenwoordig is Folkspraak dan ook eerder een overkoepelende naam voor een groot aantal individuele projecten.
Folkspraak is verwant aan Tutonish en Euronord, andere voorbeelden van pangermaanse talen.

## Geschiedenis
Folkspraak is een van de oudste groepsprojecten op het gebied van kunsttalen, die dankzij het internet tot stand zijn gekomen. Het initiatief hiertoe werd in 1995 genomen door Jeffrey Henning. De opzet was een democratisch project met een roulerend coördinatorschap:
De Folkspraakmaister is verantwoordelijk voor het coördineren van de ontwikkeling van Folkspraak. Mensen kunnen vrijwillig deelnemen aan het ontwerpen van de klankleer, de vormleer, de woordenschat, de grammatica enzovoort van Folkspraak, waarbij de Folkspraakmaister eenvoudigweg werkterreinen coördineert, zodat de mensen samen kunnen werken aan bijvoorbeeld de klankleer in plaats van los van elkaar te werk te gaan. De Folkspraakmaister zal alle meningsverschillen op een democratische manier oplossen overeenkomstig de algemene ontwerpcriteria. De functie van Folkspraakmaister wordt gedurende een periode van drie maanden vervuld, waarbij iedere Folkspraakmaister vanuit de Folkspraakgeist-gemeenschap wordt gekozen. De eerste Folkspraakmaister was Jeffrey Henning, wiens termijn op 28-02-96 afliep. De huidige Folkspraakmaister is Dale Morris, wiens termijn tot en met 31-05-96 loopt.
Na enige tijd hield Henning het voor gezien en na het aftreden van zijn opvolger als Folkspraakmaister werd het project inactief. In juli 1999 werd het weer opgevat door anderen en Dan Dawes schreef een nieuwe grammatica. In 2000 vermeldde de website van het project:
De taal is zich in twee dialecten aan het ontwikkelen, met een knipoog Folkspraak Express en Folkspraak Pro geheten. De nieuwkomer, Folkspraak Pro, is een uitgebouwde versie van Folkspraak Express en verschilt daarvan door in plaats van gebruiksgemak de nadruk te leggen op de artistieke weergave van een Germaanse taal; Folkspraak Pro krijgt een rijkere grammatica, een rijkere klankleer en mogelijk ook een uniek schrift.
In 2001 verscheen er een nieuwe website, Der Folkspraakinstitut.  Deze werd gerund door Bill Courson, die elders ook als auteur van de taal wordt vermeld. Deze website gaf een geheel andere lezing van de ontstaansgeschiedenis van Folkspraak:
Folkspraak (of Folksprok) is halverwege de jaren zestig ontstaan als een pidgintaal die door en binnen een interkerkelijke, internationale kloostergemeenschap werd gebruikt. Deze bevond zich in een verlaten, Middeleeuws klooster op een klein eilandje aan de westkust van Denemerken. Het experiment heeft slechts enkele jaren geduurd, maar wel tot een storm van belangstelling geleid toen de geloofsgemeenschap reisgidsen, religieuze teksten en andere geschreven begon uit te brengen in een nieuwe kunsttaal die door hen Folksprok (later: Folkspraak) werd genoemd.
Volgens ditzelfde verhaal brouwde deze gemeenschap zelfs een eigen bier, Folkbier genaamd, wat haar in conflict bracht met de Deense autoriteiten. Uiteindelijk werd de groep ontbonden in 1972, maar een deel ervan zette haar activiteiten nog een tijdlang voort in Rotterdam. In werkelijkheid betrof het echter een verzonnen verhaal, dat een eigen leven was gaan leiden.
Gedurende latere jaren is het project steeds verder uiteengevallen in afzonderlijke "dialecten" met namen als Folksprák, Fůlkspræk, Sprak, Nordien(isk), Frenkisch, Middelsprake, waarin mensen hun eigen visie op Folkspraak, of meer in het algemeen op een Pangermaanse taal gaven. Fundamentele zaken als orthografie, grammatica en vocabulaire bleven onderwerp van discussie. Er werd langzaam maar zeker naar een consensus gezocht, waarbij de dialecten werden getolereerd. Deze is echter nooit bereikt en het uiteindelijke doel, één officiële versie, is inmiddels opgegeven.

## Tekstvoorbeeld
| Folksprak (Boksprak)                 | Fůlkspræk (Orsprak)                  |
| Onser Fader in de hemmen,            | Ůnsĕr Fadĕr ĭn đă ħemmĕn,            |
| Werde heliged din nam,               | Werđĕ ħạlĭgĕd đin nam,               |
| Kome din rick,                       | Kwe°mĕ đin rikj,                     |
| Gescheje din will,                   | Găskeƕĕ đin wėll,                    |
| Hu in de hemmen, so up de erd.       | Hu ĭn đă ħemmĕn, so ŭp đă erđ.       |
| Gev ons hidag onser daglik brod.     | Geƀ ůns ħidag ůnsĕr dãglĭk brḁđ.     |
| Ond fergev ons onser schuld,         | Ůnđ fĕrgeƀ ůns ůnsĕr skuld,          |
| Hu ok wi fergev dem onser schuldern. | Hu ḁk wi fĕrgeƀ đĕm ůnsĕr skuldĕrĕn. |
| Ond led ons nit in ferseuking,       | Ůnđ led ůns nĭt ĭn fĕrsȍking,        |
| Aver erleus ons af de yvel.          | Aƀĕr ŭtlọs ůns ăf đă ȕbĕl.           |
| (Als din er de rick ond de macht     | (Alns đin ez đă rikj ůnđ đă maħt     |
| Ond de herlikhed in eeighed.)        | Ůnđ đă ħạrlĭkħạd ĭn ạwĭgħạd.)        |
| Amen.                                | Amĕn.                                |